# Sparkasse Stadtlohn
Die Sparkasse Stadtlohn war bis zu ihrem Zusammenschluss mit der Sparkasse Westmünsterland am 31. August 2011 eine öffentlich-rechtliche Sparkasse mit Sitz in Stadtlohn in Nordrhein-Westfalen. Ihr Geschäftsgebiet war das Stadtgebiet von Stadtlohn.

## Geschichte
Die Sparkasse wurde im Jahr 1887 gegründet.
Sie war eine Anstalt des öffentlichen Rechts, deren Träger die Stadt Stadtlohn war. Die Sparkasse Stadtlohn war Mitglied des Sparkassenverbandes Westfalen-Lippe, Münster, und damit dem Deutschen Sparkassen- und Giroverband e. V., Berlin und Bonn, angeschlossen. Sie war Mitglied im bundesweiten Haftungsverbund der Sparkassen-Finanzgruppe. Rechtsgrundlagen waren das Sparkassengesetz Nordrhein-Westfalen und die durch den Verwaltungsrat der Sparkasse erlassene Satzung. Organe der Sparkasse waren der Vorstand und der Verwaltungsrat. Die Sparkasse Stadtlohn beschäftigte 2009 insgesamt 75 Mitarbeiter.

## Geschäftsausrichtung
Das Kreditinstitut unterhielt neben dem Hauptsitz eine weitere Geschäftsstelle in Breul. Außerdem standen drei SB-Terminals zur Verfügung.
Die Sparkasse war mit der Aufgabe betraut, die geld- und kreditwirtschaftliche Versorgung der Bevölkerung und der Wirtschaft, insbesondere des satzungsrechtlichen Geschäftsgebiets und ihres Trägers, zu gewährleisten. Die Kreditversorgung diente vornehmlich der Kreditausstattung des Mittelstandes sowie der wirtschaftlich schwächeren Bevölkerungskreise. Mit einer Bilanzsumme von 380 Millionen Euro nahm sie in der Sparkassen-Rangliste 2009 des DSGV Platz 402 von insgesamt 431 Sparkassen ein. Im Verbundgeschäft arbeitete die Sparkasse Stadtlohn unter anderem mit der LBS und der Provinzial NordWest zusammen.